# Distrito Regional de Fraser-Fort George
O Distrito Regional de Fraser-Fort George (enumerado como 13) é um dos vinte e nove distritos regionais da Colúmbia Britânica, no oeste do Canadá. De acordo com o censo canadense de 2011, o Distrito Regional tinha uma população de 91.879 habitantes e uma área de terra de 51.083,73 quilômetros quadrados. Os escritórios do Distrito Regional estão localizados em Prince George.